# Sphegina flavimana
Sphegina flavimana är en tvåvingeart som beskrevs av Malloch 1922. Sphegina flavimana ingår i släktet midjeblomflugor, och familjen blomflugor. Inga underarter finns listade i Catalogue of Life.